# Ryan Taylor
Ryan Anthony David Taylor (Liverpool, 19 d'agost del 1984) és un jugador anglès. Actualment juga al Newcastle United. És conegut per ser un especialista en jugades de pilota aturada. Sap xutar molt bé les faltes.